# Ліза Фіттінг
Ліза Фіттінг (нім. Lisa Vitting, 9 липня 1991) — німецька плавчиня.
Учасниця Олімпійських Ігор 2012 року.
Призерка Чемпіонату світу з водних видів спорту 2011 року.
Чемпіонка Європи з водних видів спорту 2010, 2012 років.
Призерка Чемпіонату Європи з плавання на короткій воді 2008, 2009, 2010 років.
Призерка Чемпіонату світу з плавання серед юніорів 2008 року.